# Idea
Idea (gr. ιδέα) – jedno z głównych pojęć filozoficznych.
W filozofii idealistycznej jest to tzw. istota rzeczy, byt samoistny. W filozofii materialistycznej – jedna z form odbicia obiektywnie istniejącej rzeczywistości, stanowiąca treść świadomości ludzkiej.

## Idea wg Platona
W metafizyce Platońskiej (ontologii) przez ideę rozumie się „niematerialny byt, który nie jest nam bezpośrednio dany”; tożsamy z sobą, niezłożony, niezmienny i doskonały byt duchowy, poznawalny rozumowo i będący realnym odpowiednikiem pojęć powszechnych oraz wzorem zmiennych rzeczy materialnych.
Idee są niematerialne. Istnieją poza rzeczywistością, w której żyją ludzie; zajmują odrębną sferę. Nie podlegają jakiejkolwiek zmianie. Nie posiadają żadnych części. Są wieczne i nieruchome. Pod każdym względem stanowią więc byt doskonały. Między ideami, jak między pojęciami, zachodzą określone stosunki nadrzędności i podrzędności. Świat idei jest zbudowany hierarchicznie. Na samym jego szczycie znajduje się idea dobra-piękna.
Istnieją zatem dwa byty, dwa światy. Z jednej strony ze wszystkich miar doskonały świat przedmiotów idealnych, czyli idei, z drugiej zaś 
niedoskonały, ustawicznie zmieniający się, nietrwały świat jednostkowych rzeczy materialnych. Materialne odbicia idei określane są jako ideatum.
Cały świat został ukształtowany na wzór idei, tworzywem była materia, istniejąca równie odwiecznie jak i one. Była ona jednak czymś tak zupełnie nieokreślonym, bezjakościowym, iż w porównaniu z ideami stanowiła niemalże niebyt. Stwórca świata, tzw. Demiurg, uformował ją na podobieństwo idei.